# Еренбергова мезостома
Еренберговите мезостоми (Mesostoma ehrenbergii) са вид ресничести червеи от семейство Typhloplanidae.
Таксонът е описан за пръв път от Густав Волдемар Фоке през 1836 година.

## Подвидове
- Mesostoma ehrenbergii quadrangularis
- Mesostoma ehrenbergii wardi